# Tipula klytaimnestra
Tipula klytaimnestra är en tvåvingeart som beskrevs av Günther Theischinger 1979. Tipula klytaimnestra ingår i släktet Tipula och familjen storharkrankar. Inga underarter finns listade i Catalogue of Life.